# Adalbus crassicornis
Adalbus crassicornis là một loài bọ cánh cứng trong họ Cerambycidae.